# British Empire Games 1934/Leichtathletik
Bei den British Empire Games 1934 in London wurden in der Leichtathletik zwischen dem 4. und 7. August insgesamt 30 Wettbewerbe veranstaltet, davon 21 für Männer und neun für Frauen. Austragungsort war das White City Stadium.

## Männer

### 100-Yards-Lauf
| Platz | Athlet               | Land | Zeit (s) |
| ----- | -------------------- | ---- | -------- |
| 1     | Arthur Sweeney       | ENG  | 10,0     |
| 2     | Marthinus Theunissen | SAF  | 10,0     |
| 3     | Ian Young            | SCO  | 10,1     |
| 4     | George Saunders      | ENG  |          |
| 5     | Robin Murdoch        | SCO  |          |
| 6     | Howard Yates         | AUS  |          |

Finale: 4. August

### 220-Yards-Lauf
| Platz | Athlet               | Land | Zeit (s) |
| ----- | -------------------- | ---- | -------- |
| 1     | Arthur Sweeney       | ENG  | 21,9     |
| 2     | Marthinus Theunissen | SAF  | 22,0     |
| 3     | Walter Rangeley      | ENG  | 22,1     |
| 4     | Robin Murdoch        | SCO  |          |
| 5     | Ian Young            | SCO  |          |
| 6     | Frank Nicks          | CAN  |          |

Finale: 7. August

### 440-Yards-Lauf
| Platz | Athlet           | Land | Zeit (s) |
| ----- | ---------------- | ---- | -------- |
| 1     | Godfrey Rampling | ENG  | 48,0     |
| 2     | Bill Roberts     | ENG  | 48,5     |
| 3     | Crew Stoneley    | ENG  | 48,6     |
| 4     | William Fritz    | CAN  |          |
| 5     | John Addison     | CAN  |          |
| 6     | Alan Hunter      | SCO  |          |

Finale: 7. August

### 880-Yards-Lauf
| Platz | Athlet          | Land | Zeit (min) |
| ----- | --------------- | ---- | ---------- |
| 1     | Phil Edwards    | BGU  | 1:54,2     |
| 2     | Willie Botha    | SAF  | 1:55,5     |
| 3     | Hamish Stothard | SCO  | 1:55,6     |
| 4     | John Powell     | ENG  |            |
| 5     | Jerry Sampson   | CAN  |            |
| 6     | Jack Cooper     | ENG  |            |

Finale: 6. August

### Meilenlauf
| Platz | Athlet           | Land | Zeit (min) |
| ----- | ---------------- | ---- | ---------- |
| 1     | Jack Lovelock    | NZL  | 4:12,8     |
| 2     | Sydney Wooderson | ENG  | 4:13,4     |
| 3     | Jerry Cornes     | ENG  | 4:13,6     |
| 4     | Aubrey Reeve     | ENG  |            |
| 5     | Bobby Graham     | SCO  |            |
| 6     | Les Wade         | CAN  |            |
| 7     | Ken Harris       | WAL  |            |
| 8     | Horace Craske    | ENG  |            |

Finale: 7. August

### Drei-Meilen-Lauf
| Platz | Athlet          | Land | Zeit (min) |
| ----- | --------------- | ---- | ---------- |
| 1     | Wally Beavers   | ENG  | 14:32,6    |
| 2     | Cyril Allen     | ENG  | 14:37,8    |
| 3     | Alec Burns      | ENG  | 14:45,4    |
| 4     | Scotty Rankine  | CAN  |            |
| 5     | Jack Parker     | NIR  |            |
| 6     | Harold Thompson | SAF  |            |
| 7     | Jackie Laidlaw  | SCO  |            |
| 8     | Lloyd Longman   | CAN  |            |

4. August

### Sechs-Meilen-Lauf
| Platz | Athlet         | Land | Zeit (min) |
| ----- | -------------- | ---- | ---------- |
| 1     | Arthur Penny   | ENG  | 31:00,6    |
| 2     | Scotty Rankine | CAN  | 31:02,4    |
| 3     | Arthur Furze   | ENG  | 31:03,6    |
| 4     | Jack Holden    | ENG  |            |
| 5     | Jack Potts     | ENG  |            |
| 6     | Roy Oliver     | CAN  |            |
| 7     | Lloyd Longman  | CAN  |            |
|       | Mannie Dookie  | TRI  | DNF        |

6. August

### Marathon
| Platz | Athlet           | Land | Zeit (h) |
| ----- | ---------------- | ---- | -------- |
| 1     | Harold Webster   | CAN  | 2:40:36  |
| 2     | Donald Robertson | SCO  | 2:45:08  |
| 3     | Dunky Wright     | SCO  | 2:56:20  |
| 4     | Harry Wood       | ENG  | 2:58:41  |
| 5     | Percy Wyer       | CAN  | 3:00:40  |
| 6     | Wilf Short       | WAL  | 3:02:56  |
| 7     | Reg Nicholls     | ENG  | 3:05:23  |

7. August

### 120-Yards-Hürdenlauf
| Platz | Athlet           | Land | Zeit (s) |
| ----- | ---------------- | ---- | -------- |
| 1     | Don Finlay       | ENG  | 15,2     |
| 2     | Jim Worrall      | CAN  | 15,5     |
| 3     | Ashleigh Pilbrow | ENG  | 15,7     |
| 4     | Art Ravensdale   | CAN  |          |
| 5     | John Gabriel     | ENG  |          |
|       | Johannes Viljoen | SAF  | DNF      |

Finale: 6. August

### 440-Yards-Hürdenlauf
| Platz | Athlet           | Land | Zeit (s) |
| ----- | ---------------- | ---- | -------- |
| 1     | Alan Hunter      | SCO  | 55,2     |
| 2     | Charles Reilly   | AUS  | 55,8     |
| 3     | Ralph Brown      | ENG  | 56,0     |
| 4     | Jim Worrall      | CAN  |          |
| 5     | John Stone       | ENG  |          |
| 6     | Ashleigh Pilbrow | ENG  |          |

4. August

### Zwei-Meilen-Hindernislauf
| Platz | Athlet             | Land | Zeit (min) |
| ----- | ------------------ | ---- | ---------- |
| 1     | Stanley Scarsbrook | ENG  | 10:23,4    |
| 2     | Tom Evenson        | ENG  | 10:25,8    |
| 3     | George Bailey      | ENG  |            |
| 4     | Pat Campbell       | ENG  |            |
| 5     | Earl Moore         | CAN  |            |
| 6     | Walter Gunn        | SCO  |            |

7. August

### 4-mal-110-Yards-Staffel
| Platz | Land            | Athleten                                                      | Zeit (s) |
| ----- | --------------- | ------------------------------------------------------------- | -------- |
| 1     | England         | Everard Davis George Saunders Walter Rangeley Arthur Sweeney  | 42,2     |
| 2     | Kanada          | Birchall Pearson Frank Nicks Allan Poole Bill Christie        | 42,5     |
| 3     | Schottland      | Archie Turner David Brownlee Robin Murdoch Ian Young          | 43,0     |
| 4     | Australien      | Noel Dempsey Fred Woodhouse John Horsfall Howard Yates        |          |
| 5     | Bermuda         | Stan Gascoigne Buddy Card Frank Peniston Richard Freisenbruch |          |
| 6     | Britisch-Indien | Gyan Bhalla Jehangir Khan Ronald Vernieux Niranjan Singh      |          |

### 4-mal-440-Yards-Staffel
| Platz | Land       | Athleten                                                     | Zeit (s) |
| ----- | ---------- | ------------------------------------------------------------ | -------- |
| 1     | England    | Denis Rathbone Geoffrey Blake Crew Stoneley Godfrey Rampling | 3:16,8   |
| 2     | Kanada     | William Fritz John Addison Art Scott Ray Lewis               | 3:17,4   |
| 3     | Schottland | Ronnie Wallace Ronald Wylde Hamish Stothard Alan Hunter      |          |

### Hochsprung
| Platz | Athlet           | Land | Höhe (m) |
| ----- | ---------------- | ---- | -------- |
| 1     | Edwin Thacker    | SAF  | 1,90     |
| 2     | Joe Haley        | CAN  | 1,90     |
| 3     | John Michie      | SCO  | 1,90     |
| 4     | Jack Metcalfe    | AUS  | 1,88     |
| 5     | Arthur Gray      | ENG  | 1,85     |
| 6     | Stanley West     | ENG  | 1,83     |
| 6     | William Land     | ENG  | 1,83     |
| 6     | Joseph MacKenzie | JAM  | 1,83     |

6. August

### Stabhochsprung
| Platz | Athlet             | Land | Höhe (m) |
| ----- | ------------------ | ---- | -------- |
| 1     | Syl Apps           | CAN  | 3,88     |
| 2     | Alf Gilbert        | CAN  | 3,81     |
| 3     | Fred Woodhouse     | AUS  | 3,66     |
| 4     | Andries du Plessis | SAF  | 3,66     |
| 5     | Frank Phillipson   | ENG  | 3,66     |
| 6     | Patrick Ogilvie    | SCO  | 3,50     |

6. August

### Weitsprung
| Platz | Athlet          | Land | Weite (m) |
| ----- | --------------- | ---- | --------- |
| 1     | Sam Richardson  | CAN  | 7,17      |
| 2     | Johann Luckhoff | SAF  | 7,10      |
| 3     | Jack Metcalfe   | AUS  | 6,93      |
| 4     | Sandy Duncan    | ENG  | 6,91      |
| 5     | Ray Cooper      | CAN  | 6,83      |
| 6     | Leslie Butler   | ENG  | 6,79      |

7. August

### Dreisprung
| Platz | Athlet             | Land | Weite (m) |
| ----- | ------------------ | ---- | --------- |
| 1     | Jack Metcalfe      | AUS  | 15,63     |
| 2     | Sam Richardson     | CAN  | 14,65     |
| 3     | Harold Brainsby    | NZL  | 14,62     |
| 4     | Edward Boyce       | NIR  | 13,80     |
| 5     | Jack Higginson Jr. | ENG  | 13,73     |
| 6     | Bertie Shillington | NIR  | 13,69     |

4. August

### Kugelstoßen
| Platz | Athlet            | Land | Weite (m) |
| ----- | ----------------- | ---- | --------- |
| 1     | Harry Hart        | SAF  | 14,67     |
| 2     | Robert Howland    | ENG  | 13,53     |
| 3     | Kenneth Pridie    | ENG  | 13,43     |
| 4     | George Walla      | CAN  | 13,23     |
| 5     | Harry Reeves      | ENG  | 12,76     |
| 6     | Anthony Watson    | ENG  | 12,18     |
| 7     | Arthur Lewis      | WAL  | 11,70     |
| 8     | George Sutherland | CAN  |           |

6. August

### Diskuswurf
| Platz | Athlet              | Land | Weite (m) |
| ----- | ------------------- | ---- | --------- |
| 1     | Harry Hart          | SAF  | 41,53     |
| 2     | Douglas Bell        | ENG  | 40,44     |
| 3     | Bernard Prendergast | JAM  | 40,23     |
| 4     | George Walla        | CAN  | 39,39     |
| 5     | William Land        | ENG  | 39,34     |
| 6     | Kenneth Pridie      | ENG  | 37,78     |
| 7     | George Sutherland   | CAN  |           |

4. August

### Hammerwurf
| Platz | Athlet            | Land | Weite (m) |
| ----- | ----------------- | ---- | --------- |
| 1     | Malcolm Nokes     | ENG  | 48,25     |
| 2     | George Sutherland | CAN  | 46,24     |
| 3     | William Mackenzie | SCO  | 42,49     |
| 4     | Robert Waters     | CAN  | 39,88     |
| 5     | Douglas Bell      | ENG  | 38,78     |
| 6     | Norman Drake      | ENG  | 35,79     |

7. August

### Speerwurf
| Platz | Athlet          | Land | Weite (m) |
| ----- | --------------- | ---- | --------- |
| 1     | Bob Dixon       | CAN  | 60,02     |
| 2     | Harry Hart      | SAF  | 58,27     |
| 3     | Johann Luckhoff | SAF  | 56,49     |
| 4     | Stanley Wilson  | ENG  | 54,74     |
| 5     | Joseph Heath    | ENG  | 53,41     |
| 6     | George Walla    | CAN  | 52,16     |

7. August

## Frauen

### 100-Yards-Lauf
| Platz | Athletin         | Land | Zeit (s) |
| ----- | ---------------- | ---- | -------- |
| 1     | Eileen Hiscock   | ENG  | 11,3     |
| 2     | Hilda Strike     | CAN  | 11,5     |
| 3     | Lillian Chalmers | ENG  | 11,6     |
| 4     | Elsie Maguire    | ENG  | 11,6     |
| 5     | Ethel Johnson    | ENG  | 11,7     |
| 6     | Audrey Dearnley  | CAN  |          |

Finale: 6. August

### 220-Yards-Lauf
| Platz | Athletin        | Land | Zeit (s) |
| ----- | --------------- | ---- | -------- |
| 1     | Eileen Hiscock  | ENG  | 25,0     |
| 2     | Aileen Meagher  | CAN  | 25,4     |
| 3     | Nellie Halstead | ENG  | 25,6     |
| 4     | Lillian Palmer  | CAN  |          |
| 5     | Hilda Cameron   | CAN  |          |
| 6     | Ethel Johnson   | ENG  |          |

Finale: 7. August

### 880-Yards-Lauf
| Platz | Athletin            | Land | Zeit (min) |
| ----- | ------------------- | ---- | ---------- |
| 1     | Gladys Lunn         | ENG  | 2:19,4     |
| 2     | Ida Jones           | ENG  | 2:21,0     |
| 3     | Dorothy Butterfield | ENG  | 2:21,4     |
| 4     | Constance Furneaux  | ENG  |            |
| 5     | Doris Morgan        | SAF  |            |
| 6     | Violet Smith        | CAN  |            |
| 7     | Mildred Storrar     | SCO  |            |

6. August

### 80-Meter-Hürdenlauf
| Platz | Athletin         | Land | Zeit (s) |
| ----- | ---------------- | ---- | -------- |
| 1     | Marjorie Clark   | SAF  | 11,8     |
| 2     | Elizabeth Taylor | CAN  | 11,9     |
| 3     | Elsie Green      | ENG  | 12,3     |
| 4     | Roxanne Atkins   | CAN  |          |
| 5     | Alda Wilson      | CAN  |          |
| 6     | Phyllis Goad     | ENG  |          |

Finale: 7. August

### 440-Yards-Staffel (220 + 110 + 110)
| Platz | Land                  | Athletinnen                                    | Zeit (s) |
| ----- | --------------------- | ---------------------------------------------- | -------- |
| 1     | England               | Nellie Halstead Eileen Hiscock Elsie Maguire   | 49,4     |
| 2     | Kanada                | Aileen Meagher Audrey Dearnley Hilda Strike    | 50,2     |
| 3     | Südrhodesien          | Dorothy Ballantyne Cynthia Keay Mollie Bragg   | 52,0     |
| 4     | Südafrikanische Union | Doris Morgan Barbara Burke Marjorie Clark      |          |
|       | Schottland            | Sheena Dobbie Cathie Jackson Barbara Barnetson | DNF      |

### 660-Yards-Staffel (220 + 220 + 110 + 110)
| Platz | Land       | Athletinnen                                                     | Zeit (min) |
| ----- | ---------- | --------------------------------------------------------------- | ---------- |
| 1     | Kanada     | Lillian Palmer Betty White Aileen Meagher Audrey Dearnley       | 1:14,4     |
| 2     | England    | Eileen Hiscock Ivy Walker Nellie Halstead Ethel Johnson         |            |
| 3     | Schottland | Sheena Dobbie Cathie Jackson Margaret Mackenzie Joan Cunningham |            |

### Hochsprung
| Platz | Athletin        | Land | (m)  |
| ----- | --------------- | ---- | ---- |
| 1     | Marjorie Clark  | SAF  | 1,60 |
| 2     | Eva Dawes       | CAN  | 1,57 |
| 3     | Margaret Bell   | CAN  | 1,52 |
| 4     | Mary Milne      | ENG  | 1,52 |
| 5     | Isabella Miller | CAN  | 1,47 |
| 6     | Marjorie Okell  | ENG  | 1,44 |
| 7     | Hilda Thorogood | ENG  |      |
| 8     | Elsie Harris    | ENG  |      |

4. August

### Weitsprung
| Platz | Athletin             | Land | (m)  |
| ----- | -------------------- | ---- | ---- |
| 1     | Phyllis Bartholomew  | ENG  | 5,47 |
| 2     | Evelyn Goshawk       | CAN  | 5,41 |
| 3     | Violet Webb          | ENG  | 5,23 |
| 4     | Mary Frizzell        | CAN  | 5,21 |
| 5     | Doris Razzell        | ENG  | 5,18 |
| 6     | Margaret Fitzpatrick | CAN  | 4,94 |
| 7     | Mollie Bragge        | RHO  |      |
| 8     | Beatrice Proctor     | RHO  |      |

7. August

### Speerwurf
| Platz | Athletin       | Land | Weite (m) |
| ----- | -------------- | ---- | --------- |
| 1     | Gladys Lunn    | ENG  | 32,19     |
| 2     | Edith Halstead | ENG  | 30,94     |
| 3     | Margaret Cox   | ENG  | 30,08     |
| 4     | Louise Fawcett | ENG  | 29,28     |
|       | Marjorie Clark | SAF  | DNS       |

4. August
Edith Halstead wurde später als Edwin „Eddie“ Halstead, Bruder von Nellie Halstead, identifiziert.